# Francesco Brambilla
Francesco Brambilla il Giovane (... – 1599) è stato uno scultore italiano attivo nel milanese durante il rinascimento (XVI secolo), particolarmente famoso per la sua opera di decorazione del duomo di Milano.
Sono opera sua le statue dei Quattro Dottori della Chiesa, poste nel pulpito di destra e realizzate nel 1590, gettate in bronzo da Giovanni Battista Busca; realizzò anche i modelli per la maggior parte degli angeli del retrocoro, quelli per gli intagli del coro e per gli stucchi degli scuri.
Secondo alcune testimonianze, dei suoi discendenti vivono nel limitrofo comune di Arese.